# Encefalopatie
Encefalopatia (din greacă veche ἐνκέφαλος „creier” + πάθος „suferință”) înseamnă orice tulburare sau boală a creierului, în special afecțiuni cronice degenerative În utilizarea modernă, encefalopatia nu se referă la o singură boală, ci mai degrabă la un sindrom de disfuncție generală a creierului; acest sindrom are multe cauze organice și anorganice posibile.

## Semne și simptome
Semnul distinctiv al encefalopatiei este o stare mentală modificată sau delir. Caracteristică a stării mentale modificate este afectarea cogniției, atenției, orientare, somn-veghe și conștiență. O stare modificată de conștiență poate varia de la eșecul atenției selective la somnolență. Hipervigilență poate fi prezentă; cu sau fără: deficite cognitive, cefalee, crize epileptice, mioclon (spasme involuntare ale unui mușchi sau ale unui grup de mușchi) sau asterixis („tremor de aripi” al mâinii atunci când încheietura mâinii este extinsă).
În funcție de tipul și severitatea encefalopatiei, simptome neurologice comune sunt pierderea funcției cognitive, modificări subtile de personalitate, și incapacitatea de a se concentra. Alte semne neurologice pot include dizartrie, hipomimie, probleme cu mișcările (acestea pot fi stângace sau lente), ataxie, tremor. Alte semne neurologice pot include mișcări involuntare de prindere și supt, nistagmus (mișcare rapidă involuntară a ochilor), jactitație (neliniște în timp ce se află în pat) și anomalii respiratorii, cum ar fi respirația Cheyne-Stokes (epilarea ciclică și scăderea volumului mareelor), respirațiile apneustice și apnee post-hipercapnică. Deficitele neurologice focale sunt mai puțin frecvente.
Encefalopatia Wernicke poate co-apare cu sindromul alcoolic Korsakoff, caracterizată prin sindrom amnestic-confabulatoriu: amnezie retrogradă, amnezie anterogradă, confabulații (amintiri inventate), rechemare slabă și dezorientare.
Encefalita receptorilor anti-NMDA este cea mai frecventă encefalită autoimună. Aceasta poate provoca iluzii grandioase paranoice, agitație, halucinații (vizuale și auditive), comportament bizar, frică, pierdere de memorie pe termen scurt și confuzie.
Encefalopatia HIV poate duce la demență.